# سرغاميات
سرغاميات (الاسم العلميProtelytroptera)، رتبة حشرات منقرضة من رتبة جلديات الأجنحة. أحافيرها تعود إلى العصر البرمي. كانت تتميز بكبر القد وباستطالة الأجنحة.